# Јерусалимске краљице
Следи списак краљица Јерусалимске краљевине, крсташке државе основане на Блиском истоку 1099. године.

## Јерусалимске краљице

### Владајуће краљице
| Краљица                               | Слика | Рођење                                                           | Супружник | Смрт                                                    |
| ------------------------------------- | ----- | ---------------------------------------------------------------- | --- | ------------------------------------------------------- |
| Мелисенда Јерусалимска 1131-1153      |       | 1105. Јерусалим ћерка Балдуина II и Морфије од Мелитене          | Фулк Јерусалимски 2. јун 1129. | 11. септембар 1161. Јерусалим 61 година                 |
| Сибила Јерусалимска 1186-1190         |       | око 1160. Ћерка Амалрика Јерусалимског и Агнесе од Куртенеа      | Вилијам од Монферата, гроф Јафе и Аскалона 1176. Гај Лизињански април 1180.                                                                    | 25. јул 1190 Акра, Краљевина Јерусалим 40 година        |
| Изабела I Јерусалимска 1190/1192-1205 |       | 1172. Наблус, Краљевина Јерусалим ћерка Амалрика и Марије Комнин | Хамфри IV од Торона новембар 1183. Конрад Монфератски 24. новембар 1190. Хенри II од Шампање 6. мај 1192. Амалрик II Јерусалимски јануар 1198. | 5. април 1205. Акра, Краљевина Јерусалим 33 година      |
| Марија од Монферата 1205-1212         |       | 1192. ћерка Конрада и Изабеле                                    | Јован Бријен 14. септембар 1210. | 1212. 20 година                                         |
| Изабела II Јерусалимска 1212-1228     |       | 1212. ћерка Јована Бријена и Марије од Монферата                 | Фридрих II август 1225. | 25. април 1228. Андрија, Свето римско царство 16 година |

### Супруге краљева

#### Династија Бујон, 1099–1118
| Слика | Име                | Отац                 | Рођење | Брак               | Постала краљица | Престала да влада                            | Смрт            | Супружник            |
| ----- | ------------------ | -------------------- | ------ | ------------------ | --------------- | -------------------------------------------- | --------------- | -------------------- |
|       | Арда Јерменска     | Торос од Мараша      | 1097.  | 25. децембар 1100. |                 | црква прогласила брак неважећим 1105. године | након 1117.     | Балдуин Јерусалимски |
|       | Аделаида дел Васто | Бонифације дел Васто | 1072/5 | септембар 1113.    | септембар 1113. | 1117. укинут од папе                         | 16. април 1118. | Балдуин Јерусалимски |

#### Династија Ретел, 1118–1153
| Слика | Име                 | Отац                 | Рођење | Брак            | Постала краљица | Престала да влада          | Смрт                       | Супружник               |
| ----- | ------------------- | -------------------- | ------ | --------------- | --------------- | -------------------------- | -------------------------- | ----------------------- |
|       | Морфија од Мелитене | Габријел од Мелитене | 1101.  | 14. април 1118. | Божић 1119.     | 1. октобар 1126. или 1127. | 1. октобар 1126. или 1127. | Балдуин II Јерусалимски |

#### Династија Анжујаца, 1143–1205
| Слика | Име                | Отац                 | Рођење | Брак                  | Постала краљица       | Престала да влада                  | Смрт                                 | Супружник                |
| ----- | ------------------ | -------------------- | ------ | --------------------- | --------------------- | ---------------------------------- | ------------------------------------ | ------------------------ |
|       | Теодора Комнин     | Исак Комнин          | 1145.  | након септембра 1158. | након септембра 1158. | 10. фебруар 1162, смрћу супружника | -                                    | Балдуин III Јерусалимски |
|       | Агнеса од Куртенеа | Жосцелин II од Едеса | 1133/6 | 1157.                 | 10. фебруар 1162.     | 1163.                              | септембар 1184. или 1. фебруар 1185. | Амалрик I Јерусалимски   |
|       | Марија Комнин      | Јован Комнин         | 1154.  | 29. август 1167.      | 29. август 1167.      | 11. јул 1174, смрћу супруга        | 1208-17                              | Амалрик I Јерусалимски   |

#### Династија Алемаричи, 1205–1212
- Нема

#### Династија Алемаричи, 1212–1228
- Нема

#### Династија Хоенштауфен, 1228–1268
| Слика | Име                | Отац             | Рођење | Брак              | Постала краљица   | Престала да влада           | Смрт             | Супружник              |
| ----- | ------------------ | ---------------- | ------ | ----------------- | ----------------- | --------------------------- | ---------------- | ---------------------- |
|       | Елизабета Баварска | Отон II Баварски | 1227.  | 1. септембар 1246 | 1. септембар 1246 | 21. мај 1254, смрћу супруга | 9. октобар 1273. | Конрад II Јерусалимски |

#### Династија Лизињан, 1268–1291
| Слика | Име                | Отац       | Рођење  | Брак                    | Постала краљица     | Престала да влада               | Смрт         | Супружник          |
| ----- | ------------------ | ---------- | ------- | ----------------------- | ------------------- | ------------------------------- | ------------ | ------------------ |
|       | Изабела од Ибелина | Гај Ибелин | 1241/42 | након 23. јануара 1255. | 24. септембар 1269. | 24. март 1284, смрћу супружника | 2. јун 1324. | Иго I Јерусалимски |